# Archibald Douglas, 8. Earl of Angus

Wappen des Earl of Morton

Archibald Douglas, 8. Earl of Angus, 5. Earl of Morton, genannt the Good (* um 1555; † 4. August 1588 auf Smeaton nahe East Linton), war ein schottischer Adliger und 1578 Lieutenant-General of the realm.

## Leben
Archibald war ein Sohn von David Douglas, 7. Earl of Angus, und dessen Gemahlin Margaret Hamilton. Er war noch minderjährig, als er 1558 seinen Vater als Earl of Angus beerbte. Während seiner Minderjährigkeit stand er unter der Vormundschaft seines Onkels James Douglas, 4. Earl of Morton.
Wegen der Unterstützung seines Onkels, der 1581 wegen Hochverrats hingerichtet wurde, wurde er 1584 ebenfalls wegen Hochverrats geächtet, ein Jahr später aber wieder begnadigt, um kurz darauf bei König Jakob VI. erneut in Ungnade zu fallen. Archibald wurde vom Hof verbannt und floh nach England. 1585 fiel er, zusammen mit dem Earl of Mar und Lord Glamis, in Schottland ein, konnte Stirling Castle erobern, damit des Königs habhaft werden und so erheblichen Einfluss auf die Regierung gewinnen. Am 29. Januar 1586 wurde der seinem Onkel 1581 aberkannte Titel eines Earl of Morton zu seinen Gunsten wiederhergestellt.
Aus seinen drei Ehen hinterließ Archibald keine Erben. Ihm folgte sein entfernter Verwandter, William Douglas of Glenbervie, als Earl of Angus. Der Titel Earl of Morton fiel an einen William Douglas of Lochleven aus einem anderen Zweig der Familie, noch gemäß den Bestimmungen von Archibalds Onkel James Douglas.